# Mário Sérgio (sambista)
Mário Sérgio Ferreira Brochado, ou simplesmente Mário Sérgio (São Paulo, 10 de dezembro de 1958 — Nilópolis, 29 de maio de 2016) foi um cantor, compositor e instrumentista, mais notabilizado por ter sido integrante do grupo de samba Fundo de Quintal.

## Biografia
Natural da cidade de São Paulo, Mario Sérgio serviu como fuzileiro naval no Rio de Janeiro. Por um breve período no final da década de 1970, também competiu na modalidade salto em altura em atletismo. Nessa época em que servia à marinha brasileira, Mário Sergio morou em Ramos, onde conheceu as rodas de samba do bloco carnavalesco Cacique de Ramos e se aproximou dos músicos que formariam o grupo Fundo de Quintal.
De volta a São Paulo na década de 1980, Mario Sérgio concluiu sua graduação em administração e economia e chegou a cursar pós-graduação nessa área, mas abandonou seus estudos para se dedicar integralmente a carreira de músico na capital paulista.
No início da década de 1990, Mario Sergio foi convidado a integrar o Fundo de Quintal para substituir o músico Sombrinha. Sua estreia como integrante do grupo ocorreu em um show na quadra da escola de samba Rosas de Ouro, em São Paulo. Em seguida, participou do LP "É Aí Que Quebra a Rocha" e, com a saída de Arlindo Cruz, tornou-se a principal voz do Fundo de Quintal e um de seus grandes compositores.
Após 18 anos com o Fundo de Quintal, o sambista paulistano deixou o grupo para se dedicar a sua carreira solo (acompanhado do grupo Raizeiros), no entanto, sem o sucesso esperado, decidiu retornar cinco anos mais tarde. Também em 2013, começou a praticar golfe.
No final de abril de 2016, Mario Sergio sentiu-se muito mal em uma apresentação do Fundo de Quintal. O músico tentou participar de show seguintes, mas como não tinha forças para cantar e tocar cavaquinho, resolveu fazer exames clínicos e descobriu que tinha linfoma. Internado em um hospital de Nilópolis, os médicos tentaram apressar a quimioterapia, mas na madrugada de 29 de maio, apenas dez dias depois de ter recebido o diagnóstico, o sambista não resistiu ao avanço da doença e morreu aos 57 anos.